# Jarabiná
Jarabiná je zalesněný vrch o nadmořské výšce 1314 m v hlavním hřebeni Velké Fatry. Leží na trase Veľkofatranské magistrály. Vedou na něj značkované turistické chodníky ze Sklabinského Podzámku, Sklabině a z Belé-Dulic.

## Přístup
- po  červené turistické značce č. 0870 (Velkofatranská magistrála) ze Sedla Pod Kopou
- po  červené turistické značce č. 0870 (Velkofatranská magistrála) z sedla Širokého
- Po  turistické značce č. 2732 ze Sedla za Kečkou